# Liste von Widerstandskämpfern gegen den Nationalsozialismus
Diese Liste umfasst Beteiligte am Widerstand gegen den Nationalsozialismus, soweit sie nicht hauptsächlich am Attentat vom 20. Juli 1944 beteiligt waren. Die Beteiligten daran sowie am Kreisauer Kreis sind in der Liste Personen des 20. Juli 1944 aufgeführt. Die Angehörigen der Roten Kapelle stehen in der Liste der Personen der „Roten Kapelle“. Siehe außerdem die Liste der Personen der Saefkow-Jacob-Bästlein-Organisation. Beteiligte an Widerstandsorganisationen in Hamburg sind aufgelistet unter: Personen der Bästlein-Jacob-Abshagen-Gruppe, Personen der Etter-Rose-Hampel-Gruppe und Personen der Weißen Rose Hamburg.
Als Widerstandskämpfer gelten hier Frauen und Männer im Deutschen Reich und den davon besetzten Staaten, die ihr Leben riskiert haben, um das nationalsozialistische Regime zu stürzen, dessen Verbrechen anzuprangern, den Zweiten Weltkrieg zu verhindern, deutsche Angriffe auf andere Länder zu stören oder um Menschen, die von den Nationalsozialisten verfolgt wurden, zu schützen.
Hinter Namen, Geburts- und Todesjahr steht jeweils die Widerstandsgruppe, der die Person angehörte, oder der Hinweis „Einzelkämpfer“.

## A
- Wilhelm Abegg (1876–1951), Deutsche Demokratische Partei, Bewegung Freies Deutschland in der Schweiz
- Wolfgang Abendroth (1906–1985), KPO, Neu Beginnen, ELAS
- Friedrich Ablass (1895–1949), DDP
- Alexander Abusch (1902–1982), KPD
- Anton Ackermann (1905–1973), KPD
- Otto Adam (1907–1943), Widerstandskämpfer
- Johanna Adriana Ader-Appels (1906–1994), niederländische Widerstandskämpferin
- Karl Adolphs (1904–1989), KPD
- Korbinian Aigner (1885–1966), katholische Kirche
- Alexander Heinrich Alef (1885–1945), katholische Kirche
- Hanns Alexander (1917–2006), jüdischer Widerstandskämpfer, Britische Armee
- Alfred Althus (1888–1943), SPD, Unterstützer der polnischen Widerstandsgruppe um Ignaz Hulka
- Jakob Altmaier (1889–1963), SPD, britischer Geheimdienst
- Tosia Altman (1919–1943), jüdisch-polnische Widerstandskämpferin, Hashomer Hatzair und Jüdische Kampforganisation (ŻOB)
- Fritz Altwein (1889–1967), KPD, Rote Hilfe
- Wichard von Alvensleben (1902–1982), militärischer Widerstand
- Jean Améry (1912–1978), Résistance in Belgien
- Günter Ammon (1918–1995), Weiße Rose
- Etkar André (1894–1936), KPD
- Ruth Andreas-Friedrich (1901–1977), Einzelkämpferin, Onkel Emil
- Franz Andres (1887–1937)
- Alois Andritzki (1914–1943), katholische Kirche
- Willy Anker (1885–1960), SPD
- Adolf Anschütz (1889–1945), Kommunist, Gewerkschafter
- Martha Arendsee (1885–1953), KPD
- Elsa Arnold (1903–1986), Résistance
- Willem Arondeus (1894–1943), niederländischer Widerstandskämpfer
- Arthur Arzt (1880–1953), SPD, Sopade
- Rosa Aschenbrenner (1885–1967), Rote Hilfe
- Erich Auer (1902–1978), KPD
- Judith Auer (1905–1944), KPD
- Walter Auerbach (1905–1975), SPD, ITF
- Siegfried Aufhäuser (1884–1969), SPD, Revolutionäre Sozialisten Deutschlands
- Maria Austria (1915–1975), niederländische Widerstandskämpferin
- Hermann Axen (1916–1992), KPD

## B
- Walter Bacher (1893–1944), SPD
- Bruno Bachler (1924–2011), KPD, Edelweißpiraten
- Kurt Bachmann (1909–1997), KPD
- Otto Karl Bachmann (1877–1954), KPO
- Josef Balabán (1894–1941), tschechoslowakischer General und Widerstandskämpfer (Obrana národa)
- Josef Anton Baldermann (1903–1943), österreichischer Sozialdemokrat.[1][2]
- Lagi Gräfin von Ballestrem (1909–1955), Solf-Kreis
- Cora Baltussen (1912–2005), niederländische Widerstandskämpferin
- Herbert Balzer (1897–1945), KPD
- Karl Baier (1887–1973), Rote Hilfe
- Erich Baron (1881–1933), KPD
- Walter Bartel (1904–1992), Kommunist
- Walter Barth (1911–1945), KPD
- Heinz Bartsch (1906–1944), KPD
- Milo Barus (1906–1977), deutsch-tschechischer Widerstandskämpfer
- Wilhelm Bauche (1899–1959), SPD
- Leo Bauer (1912–1972), KPD
- Bruno Baum (1910–1971), KPD
- Herbert Baum (1912–1942), KJVD, Herbert-Baum-Gruppe
- Marianne Baum (1912–1942), Herbert-Baum-Gruppe
- Alfred Baumann (1895–1961), KPD
- Edith Baumann (1909–1973), SAP
- Nina Baumgarten (1918–2009), niederländischer Widerstandskämpfer
- Maurice Bavaud (1916–1941), Schweizer Hitlerattentäter, Einzelkämpfer
- Heinrich Bayer (1909–1944), Zeuge Jehovas
- Erwin Beck (1911–1988), SPD-RK
- Artur (auch: Arthur) Becker (1905–1938), KPD
- Fritz Behn (1904–1944), KPD
- Arno Behrisch (1913–1989), Sozialistische Arbeiterpartei Deutschlands, ITF
- Wilhelm Beier (1905–1988), KPD
- Alfons Beil (1896–1997), katholische Kirche
- Hans Beimler (1895–1936), KPD
- Walter Beling (1899–1988), KPD, Résistance
- Alfred Benjamin (1911–1942), Résistance
- Georg Benjamin (1895–1942), KPD
- Edgar Bennert (1890–1960), KPD
- August Benninghaus (1880–1942), Jesuit katholische Kirche
- August Berger (1892–1945), SPD
- Hans Berger (1916–1943), Internationale Kommunisten Deutschlands
- Hilde Berger (1914–2011), IKD, Sekretärin von Oskar Schindler
- Mélanie Berger-Volle (* 1921), österreichisch-französische Trotzkistin
- Josef Bergmann (1913–2005), KPO
- Liane Berkowitz (1923–1943), deutsche Widerstandskämpferin der Roten Kapelle
- Georg Bernard (1876–1945), Gewerkschafter
- Irene Bernard (1908–2002), Résistance
- Irena Bernášková (1904–1942), tschechische Widerstandskämpferin
- Inge Berner (1922–2012), antifaschistische jüdische Widerstandsgruppe um Eva Mamlok, Herbert-Baum-Gruppe
- Albrecht Graf von Bernstorff (1890–1945), Solf-Kreis
- Georg Berthelé (1877–1949), Rote Hilfe
- Gustav Bermel (1927–1944), Ehrenfelder Gruppe
- Marguerite Bervoets (1914–1944), belgische Widerstandskämpferin
- Éva Besnyő (1910–2003), niederländischer Widerstandskämpfer
- Wilhelm Beuttel (1900–1944), Rote Hilfe
- Helga Beyer (1920–1941), KPO
- Robert Bialek (1915–1956), KJVD, KPD-O
- Wilhelm Bick (1903–1980), KPD, Thälmann-Bataillon
- Karl Biedermann (1890–1945), Operation Radetzky
- Otto Biehl (1895–1974), SPD
- Dagobert Biermann (1904–1943), KPD
- Josef Bílý (1872–1941), tschechoslowakischer General und Widerstandskämpfer (Obrana národa)
- Élise Binard (1911–1944), belgische Widerstandskämpferin
- Charlotte Bischoff (1901–1994), KPD
- Fritz Bischoff (1900–1945), KPD
- Karl Bittel (1892–1969), KPD
- Peter Blachstein (1911–1977), Sozialistische Arbeiterpartei Deutschlands, SJVD, Gruppe Neuer Weg
- Georg Blank (1888–1944), SPD
- Margarete Blank (1901–1945), antifaschistische Ärztin
- František Bláha (1886–1945), tschechoslowakischer General und Widerstandskämpfer (Obrana národa)
- Conrad Blenkle (1901–1943), KPD
- Willi Bleicher (1907–1981), KPD, Gewerkschaft
- Philipp Bleek (1878–1948), Bekennende Kirche
- Liliane Blondeau (1921–1944), belgische Widerstandskämpferin
- Isabelle Blume (1892–1975), Belgische Arbeiterpartei
- Werner Blumenberg (1900–1965), Sozialistische Front
- Felix Bobek (1898–1938), KPD
- Irena Bobowska (1920–1942), polnische Dichterin und Widerstandskämpferin, Militärische Organisation der Westgebiete (Wojskowa Organizacja Ziem Zachodnich – WOZZ)
- Franz Bobzien (1906–1941), Sozialistische Arbeiterpartei Deutschlands, SJVD
- Herbert Bochow (1906–1942), KPD
- Fritz Bock (1911–1993), O5
- Heinrich Bock (1899–1945), SPD
- Hellmut Bock (1907–1997), Widerstandsgruppe Parole
- Wilhelm Bode (1886–1945), Gewerkschafter
- Franz Boehm (1880–1945), Einzelkämpfer
- Rosa Boekdrukker (1908–1982), Niederländischer Widerstand
- Karl Böchel (1884–1946), SPD, RSD
- Gustav Böhrnsen (1914–1998), SPD, Gewerkschafter
- Mies Boissevain-van Lennep (1896–1965), niederländische Widerstandskämpferin
- Wilhelm Boller (1904–1943), Rote Hilfe
- Heinrich Bollinger (1916–1990), Weiße Rose
- Wilhelm Bollinger (1919–1975), Weiße Rose
- August Bolte (1896–1981), Gewerkschafter
- Erich Boltze (1905–1944), KPD
- Eugen Bolz (1881–1945), Zentrumspartei
- Wolfgang Bonde (1902–1945), Deutsche Gesandtschaft Stockholm
- Dietrich Bonhoeffer (1906–1945), Bekennende Kirche
- Klaus Bonhoeffer (1901–1945), BK
- Els Boon (1916–2004), niederländische Widerstandskämpferin
- Bep Boon-van der Starp (1884–1959), niederländische Widerstandskämpferin
- Corrie ten Boom (1892–1983), niederländische Widerstandskämpferin
- Chasia Bornstein-Bielicka (1921–2012), jüdische Widerstandskämpferin, Ghetto Grodno und Ghetto Białystok
- Cornelia Bosch (1925–1945), niederländische Widerstandskämpferin
- Jakob Boulanger (1897–1968), KPD
- Lotte Brainin (1920–2020), österreichische Widerstandskämpferin
- Karl Brand (1897–1978), KPD
- Alwin Brandes (1866–1949), SPD, DMV-Vorsitzender, gewerkschaftlicher Widerstandskämpfer
- Willy Brandt (1913–1992), Sozialistische Arbeiterpartei Deutschlands
- Otto Brass (1875–1950), Deutsche Volksfront
- Angela Braun-Stratmann (1892–1966), SPD, Saarkämpferbund
- Max Braun (1892–1945), SPD, Saarkämpferbund
- Friedrich Brauner (1889–1942), Einzelkämpfer
- Josef Brazdovics (1904–1969), SDAP, KPÖ
- Willi Bredel (1901–1964), KPD
- Rudolf Breitscheid (1874–1944), SPD
- Heinrich Brenner (1908–1986), KPD, Internationale Brigaden, Résistance
- Otto Brenner (1907–1972), Sozialistische Arbeiterpartei Deutschlands
- Hermann Brill (1895–1959), Neu Beginnen, Deutsche Volksfront, Volksfrontkomitee Buchenwald
- Engelbert Brinker (1883–1944), Volksfrontkomitee Freies Deutschland
- Erika Gräfin von Brockdorff (1911–1943), Berliner Widerstandsbewegung um Hans Coppi
- Karl Bröger (1886–1944), SPD
- Paul Bromme (1906–1975), Sopade, RSD
- Arnolt Bronnen (1895–1959), Willy-Fred
- Elisabeth Brugsma (1887–1945), niederländische Widerstandskämpferin
- Johannes Brumme (1909–1967), KPD
- Eberhard Brünen (1906–1980), Sozialistische Arbeiterpartei Deutschlands
- Jonny Bruer (1888–1943), SPD, KPD
- Karl Brunner (1889–1964), Heimwehr
- Max Brunnow (1896–1940), KPD
- Werner Bruschke (1898–1995), SPD
- Hermann Bruse (1904–1953), KPD
- Eva-Maria Buch (1921–1943), deutsche Widerstandskämpferin, „Rote Kapelle“
- Adolf Buchholz „Appel“ (1912–1978), KPD
- Robert Büchner (1904–1985), KPD
- Franz Xaver Büchs (1889–1940), SPD, KPD-O
- Klaus Bücking (1908–1980), Rote Hilfe
- Willi Budich (1890–1938), Rote Hilfe
- Hermann Budzislawski (1901–1978), SPD, NB
- Klaus Bücking (1908–1980), Rote Hilfe
- Ernst Burger (1915–1944), Kampfgruppe Auschwitz, KPÖ
- Jakob Burger (1896–1944), SPD
- František Bürger-Bartoš (1898–1964), tschechoslowakischer General und Widerstandskämpfer (Obrana národa)
- Carl Burmester (1901–1934), KPD
- Carl Burmester (1905–nach 1945), SPD
- Ernst Busch (1900–1980), KPD
- Ernst Buschmann (1914–1996), KPD, Résistance / Bewegung „Freies Deutschland“
- Axel von dem Bussche (1919–1993), militärischer Widerstand, Attentatsversuch am 20. Juli 1944
- Martha Butte, geb. Riedel (1912–2000), KPD

## C
- Anna Čadia (1903–2001), Rote Hilfe
- Walter Caldonazzi (1916–1945), Maier-Messner-Caldonazzi
- Albert Callam (1887–1956), KPD
- Wilhelm Canaris (1887–1945), Abwehr
- Emil Carlebach (1914–2001), KPD
- Walter Caro (Widerstandskämpfer) (1899–1944), Europäische Union
- Walter Caro (Chemiker) (1909–1988), KPD, Agent des sowjetischen Militärnachrichtendienstes GRU
- Danielle Casanova (1909–1943), französische Kommunistin, Widerstandskämpferin (Résistance)
- Tomáš Čep (1886–1959), tschechoslowakischer Soziologe und Widerstandskämpfer (Obrana národa)
- Josef Churavý (1894–1942), tschechoslowakischer General und Widerstandskämpfer (Obrana národa)
- Jaroslav Čihák (1891–1944), tschechoslowakischer General und Widerstandskämpfer (Obrana národa)
- Rudolf Claus (1893–1935), Rote Hilfe
- Marianne Cohn (1922–1944), jüdische Widerstandskämpferin gegen den Nationalsozialismus
- Hilde Coppi (1909–1943), KPD, Rote Kapelle
- Violette Cornelius (1919–1998), niederländische Widerstandskämpferin
- Heinrich Czerkus (1894–1945), KPD
- Franz Czeminski (1876–1945), SPD

## D
- Käthe Dahlem (1899–1974), KPD
- Oswald Damian (1889–1978), Pazifist, religiöser Sozialist
- Hermann Danz (1906–1945), KPD
- Jakob Dautzenberg (1897–1979), KPD
- Edmond Debeaumarché (1906–1959), Résistance
- Gerhard Dedeke (1894–1962), evangelische Kirche
- Ovida Delect (1926–1996), Résistance
- Alfred Delp (1907–1945), katholische Kirche
- Ria Deeg (1907–2000), Rote Hilfe
- Thomas Dehler (1897–1967), Robinsohn-Strassmann-Gruppe
- Hans Deichmann (1907–2004), Resistenza
- Victor Delplanque (1881–1944), französischer Widerstandskämpfer
- Ilse Demme (1909–1969), wegen Widerstands ins KZ Ravensbrück eingewiesen.
- Anton Dey (1892–1973), SPD
- Max Diamant (1908–1992), SAPD
- Willi Dickhut (1904–1992), KPD
- Constantin von Dietze (1891–1973), Bekennende Kirche, Freiburger Kreis
- Kurt Karl Doberer (1904–1993), SPD
- Jaroslav Dobrovolský (1895–1942), Tscheche, Widerstandsorganisation Obrana národa
- Hans von Dohnanyi (1902–1945), Bekennende Kirche
- Harald Dohrn (1885–1945), Weiße Rose, Freiheitsaktion Bayern
- Mikuláš Doležal (1889–1941), tschechoslowakischer General und Widerstandskämpfer (Obrana národa)
- Hugolinus Dörr (1895–1940), Christlicher Widerstand
- Heinz Dose (1901–1980), Kampfgemeinschaft für Rote Sporteinheit
- Gusta Dawidson Draenger (1917–1943), Hechaluz und jüdische Kampforganisation in Polen (Krakau)
- Fritz Dressel (1896–1933), KPD
- Joseph E. Drexel (1896–1976), Ernst-Niekisch-Widerstandsbewegung
- Alfred Drögemüller (1913–1988), KPD
- Prokop Drtina (1900–1980), tschechischer Widerstandskämpfer (Aufbau der Widerstandsgruppen Parsifal und Politické ústředí)
- Hermann Drumm (1909–1937), SPD, Internationale Brigaden
- Bruno Dubber (1910–1944), KVJD, KPD
- Ilona Duczyńska (1897–1978), polnisch-ungarisch-kanadische Widerstandskämpferin
- Heinrich Dürmayer (1905–2000), Kampfgruppe Auschwitz, KPÖ

## E
- Fritz Eberhard (1896–1982), ISK
- Hugo Ebbinghaus  (1884–1945), KPD
- Erwin Eckert (1893–1972), BRSD, KPD
- Maria Eckertz (1899–1969), KPD
- Ernst Eckstein (1897–1933), SAPD
- Oskar Edel (1892–1958), SPD
- Esmée van Eeghen (1918–1944), niederländische Widerstandskämpferin
- Hans Egarter (1909–1966), Leiter des Andreas-Hofer-Bundes
- Hans Ehrenberg (1883–1958), Bekennende Kirche
- Oskar Eichentopf (1889–1968), KPD
- Fritz Eichenwald (1901–1941), KPD
- Willi Eichler (1896–1971), ISK
- Peter Paul Eickmeier (1890–1962), KPD
- Alfred Eickworth (1907–1943), KPD
- Hans Eiden (1901–1950), KPD
- Johannes Eidlitz (1920–2000), Österreichischer Kampfbund, O5
- Erna Eifler (1908–1944), KPD
- Ludwig Einicke (1904–1975), KPD
- Charlotte Eisenblätter (1903–1944), Kommunistin
- Elvira Eisenschneider (1924–1944), NKFD
- Paul Eisenschneider (1901–1944), KPD
- Fritz Elsas (1890–1945), DDP/DStP
- Georg Elser (1903–1945), Einzelkämpfer
- Pola Elster (1911–1944), Jüdische Kampforganisation (ŻOB), kämpfte beim Aufstand im Warschauer Ghetto und beim Warschauer Aufstand
- Max Emendörfer (1911–1974), Journalist und Widerstandskämpfer, KPD
- Arthur Emmerlich (1907–1942), KPD
- Joseph Emonds (1898–1975), katholische Kirche
- Fritz Emrich (1894–1947), KPD
- August Enderle (1887–1959), SAPD
- Ernst Enge (1893–1944), KPD
- Rudolf Engel (1903–1993), KPD
- Otto Engert (1895–1945), KPD
- Bernt Engelmann (1921–1994), parteilos
- Leopold Engleitner (1905–2013), Zeuge Jehovas
- Hilde Ephraim (1905–1940), deutsche Widerstandskämpferin, Sozialistischen Arbeiterpartei und Rote Hilfe
- Fritz Erler (1913–1967), Neu Beginnen
- Helen Ernst (1904–1948), KPD
- Alfred Etscheit (1879–1944), Solf-Kreis

## F
- Walter Fabian (1902–1992), Sozialistische Arbeiterpartei Deutschlands
- Franz Faltner (1901–1981),  Rote Rebellen
- Alexander von Falkenhausen (1878–1966), General
- Minna Faßhauer (1875–1949), Kommunistische Räte-Union
- Heinrich Fehrentz (1908–1943)
- Annetje Fels-Kupferschmidt (1914–2001), niederländische jüdische Widerstandskämpferin
- Josef Feuerer (1911–1942), Rote Rebellen
- Karl Feuerer (1907–1968), KPD
- Marianne Feldhammer (1909–1996), Willy-Fred
- Noel Field (1904–1970), Résistance, Flüchtlingshelfer
- Edo Fimmen (1882–1942), Einheitsverband der Eisenbahner Deutschlands und Niederländischer Widerstand
- Wilhelm Firl (1894–1937), KPD
- Karl Fischer (1918–1963), österreichischer Trotzkist
- Maria Fischer (1897–1962), österreichische Trotzkistin
- Maria Fischer (1903–1943), KPÖ
- Rudolf Fischer (1905–1943), KPÖ
- Werner Fischer (1913–1945), KPD
- Hermann Fischer (1912–1984), Rote Hilfe und Widerstandsgruppe Brümmer-Kleine
- Oskar Fischer (1892–1955), Europäische Union
- Johann Fladung (1898–1982), KPD
- Leo Flieg (1893–1939), KPD
- Wilhelm von Flügge (1887–1953), Amt Abwehr
- Birger Forell (1893–1958), Schwedische Kirche (Berlin)
- Siegfried Forstreuter (1914–1944), KPD
- Alfred Frank (1884–1945), KPD
- Karl Frank (1906–1944), KPD
- Willi Frank (1909–1945), KPÖ
- Egon Franke (1913–1995), SPD
- David Frankfurter (1909–1982), Einzelkämpfer
- Brigitte Friang (1924–2011), französische Widerstandskämpferin in der Résistance
- Hermann Frieb (1909–1943), Neu Beginnen
- Konrad Frielinghaus (1907–1968), Neu Beginnen
- Georg Fritze (1874–1939), BRSD
- August Froehlich (1891–1942), deutscher römisch-katholischer Priester, Pfarrer von Rathenow
- Georg Fröba (1896–1944), KPD
- Käthe Fröhbrodt (1905–1986), Sozialistische Arbeiter-Jugend
- Kurt Frölich (1893–1941), KPD
- Paul Frölich (1884–1953), Sozialistische Arbeiterpartei Deutschlands
- Mira Fuchrer (1920–1943), polnisch-jüdische Widerstandskämpferin, Jüdische Kampforganisation (ŻOB)
- Emil Fuchs (1874–1971), BRSD
- Julius Fučík (1903–1943), tschechischer Kommunist
- Regina Fudem (1922–1943), polnisch-jüdische Widerstandskämpferin, jüdische Kampforganisation (ŻOB)
- Albert Funk (1894–1933), KPD
- Ewald Funke (1905–1938), KPD
- Otto Funke (1915–1997), KPD
- Friedl Fürnberg (1902–1978), Partisan in den österreichischen Freiheitsbataillonen
- Max Fürst (1905–1978), Schriftsteller
- Franz Josef Furtwängler (1894–1965), SPD

## G
- Albrecht Gaiswinkler (1905–1979), britischer Geheimdienst Special Operations Executive
- Clemens August Graf von Galen (1878–1946), katholische Kirche
- Emilienne Galicier (1911–2007), französische Widerstandskämpferin
- Willi Gall (1908–1941), KPD
- Otto Galle (1897–1944), KPD
- Jakob Gapp (1897–1943), katholische Kirche
- Martin Gauger (1905–1941), Bekennende Kirche, Kriegsdienstverweigerer
- Lisa Gavric (1907–1974), Résistance
- Anton Gebert (1885–1942), katholische Kirche
- Willy Gebhardt (1901–1973), KPD
- Herta Geffke (1893–1974), Rote Hilfe
- Ludwig Gehm (1905–2002), ISK, ELAS
- Jos Gemmeke (1922–2010), niederländischer Widerstand
- Johann Gerdes (1896–1933), KPD
- Otto Gerig (1885–1944), Zentrum
- Hellmut von Gerlach (1866–1935), Radikaldemokratische Partei, Pazifist
- Fritz Gerlich (1883–1934), Chefredakteur des katholischen Kampfblatts Der gerade Weg
- Erna Gersinski (1896–1964), KPD
- Kurt Gerstein (1905–1945), ev. Kirche (umstritten)
- Eugen Gerstenmaier (1906–1986), Bekennende Kirche, Kreisauer Kreis
- Ala Gertner (1912–1945), polnische Widerstandskämpferin im KZ Auschwitz
- Erwin Geschonneck (1906–2008), KPD
- Johann Geusendam (1886–1945), Rote Hilfe
- Miep Gies (1909–2010), niederländischer Widerstand
- Etty Gingold (1913–2001), KPD
- Leo Gingold (1915–1943), Résistance, Travail allemand (TA), am 16. Juli 1942 in Paris verhaftet
- Peter Gingold (1916–2006), KPD
- Karl Gitzoller (1905–2002), Willy-Fred
- Helene Glatzer (1902–1935), KPD
- Gerhard Gleißberg (1905–1973), SPD
- Paul Gmeiner (1892–1944), KPD
- Erich Gniffke (1895–1964), SPD
- Mire Gola (1911–1943), polnische jüdische Widerstandskämpferin, Jüdische Kampforganisation
- Hans Wolf von Görschen (1894–1945), Kreisauer Kreis
- Joseph Götz (1895–1933), KPD
- Ursula Goetze (1916 in Berlin–1943), deutsche Widerstandskämpferin
- Rudi Goguel (1908–1976), KPD
- Albert Goldenstedt (1912–1994), Rote Hilfe, KPD
- Kurt Goldstein (1914–2007), KPD
- Bernhard Göring (1897–1949), AfA-Bund, Neu Beginnen, BRSD
- Titia Gorter (1879–1945), niederländische Widerstandskämpferin
- Otto Gotsche (1904–1985), KPD
- Hans Gottfurcht (1896–1982), gewerkschaftlicher Widerstand
- Herta Gotthelf (1902–1963), SPD
- Hugo Gräf (1892–1958), Rote Hilfe
- Willi Graf (1918–1943), Weiße Rose
- Josef Hans Grafl (1921–2008), britischer Geheimdienst Special Operations Executive
- Anton Granig (1901–1945), AFÖ
- Kurt Gregor (1907–1990), Rote Hilfe
- Vladimír Groh (1895–1941), tschechoslowakischer Historiker und Widerstandskämpfer (Obrana národa)
- Karl Gröger (1918–1943), Niederländischer Widerstand
- Karl Grönsfelder (1882–1964), KPD
- Maria Grollmuß (1896–1944), SPD
- Georg Groscurth (1904–1944), Europäische Union
- Chaika Grossman (1919–1996), polnisch-jüdische Widerstandskämpferin, Aufstand im Ghetto Białystok
- Rudolf Grosse (1905–1942), KPD
- Nikolaus Groß (1898–1945), KAB
- Otto Grotewohl (1894–1964), SPD
- Karl Gruber (1909–1995), „Rosengarten“, O5
- Kurt Gruber (1912–1945), KPD, Londoner „Free Germans“ des OSS (CIA), gefallen
- Fancia Grün (1904–1945), Gemeinschaft für Frieden und Aufbau
- Martin Grünwiedl (1901–1987), KPD
- Erich Grützner (1910–2001), KPD
- Hans Grundig (1901–1958), KPD
- Lea Grundig (1906–1977), KPD
- Paul Gruner (1890–1947), KPD
- Hanno Günther (1921–1942), Rote Pfadfinder
- Gustav Gundelach (1888–1962), KPD
- Rudolf Gyptner (1923–1944), KPD
- Klaus Gysi (1912–1999), KPD

## H
- Lina Haag (1907–2012), KPD
- Christoph Hackethal (1899–1942), katholische Kirche
- Walter Häbich (1904–1934), KPD
- Georg Häfner (1900–1942), katholische Kirche
- Kurt Hager (1912–1998), KPD
- Jaroslav Hájíček (1899–1978), Obrana národa
- Kurt Hälker (1922–2010), Résistance
- Fritz Hallerstede (1904–1989), SAP
- Martin Hänisch (1910–1998), KPD
- Otto Halle (1903–1987), KPD
- Rudolf Hallmeyer (1908–1943), KPD
- Anton Hamacher (1905–1933), KPD
- Elise Hampel (1903–1943), deutsche Widerstandskämpferin
- Kurt von Hammerstein-Equord (1878–1943), Generaloberst
- Christen Lyst Hansen (1898–1973), dänischer Widerstandskämpfer
- Werner Hansen (1905–1972), ISK
- Marianne Hapig (1894–1973),  deutsche Widerstandskämpferin
- Annick van Hardeveld (1923–1945), niederländische Widerstandskämpferin
- Rudolf Harlaß (1892–1944), KPD
- Mildred Harnack-Fish (1902–1943), Widerstandskämpferin
- Adolf von Harnier (1903–1945), Widerstandsgruppe Harnier-Kreis
- Hedwig Hartung, (1914–1945), SPD
- Elli Hatschek (1901–1944), Europäische Union
- Theodor Haubach (1896–1945), SPD
- Hilde Hauck (1905–1988), KPD
- Knut Haugland (1917–2009), Norwegische Schwerwasser-Sabotage
- Berthold Haupt (1904–1933), SPD
- Hans Hauschulz (1912–1951), Rote Hilfe
- Erich Hausen (1900–1973), KPO
- Albrecht Haushofer (1903–1945), Hochschullehrer
- Alois Haxpointner (1893–1979), KPD
- Hans Heck (1906–1942), KPD
- Antoni Heda (1916–2008), Polnische Heimatarmee
- John Heartfield (1891–1968), KPD
- Josef Hegen (1907–1969), KPČ
- Ernst Hegewisch (1881–1963), Rote Hilfe
- Georg D. Heidingsfelder (1899–1967), katholische Kirche
- Rudolf-Ernst Heiland (1910–1965), IKD
- Ernst Heilmann (1881–1940), SPD
- Karl Heinrich (1890–1945), SPD, Reichsbanner
- Willi Heinze (1910–1945), KPD, Robert-Uhrig-Gruppe
- Albert Heinzinger (1911–1992)
- Bernhard Heinzmann (1903–1942), katholische Kirche
- Walter Heise (1899–1945), KPD
- Hans Heisel (1922–2012), Résistance, CALPO
- Marie Heisig (1892–1972), KPD
- Kurt Heiß (1909–1976), KPD
- Walter Held (1910–1942), IKD
- Richard Heller (1908–1944), KPD
- Hans Hellmich (1904–1970), SPD, Neu Beginnen
- Emil Henk (1893–1969), SPD
- Georg Henke (1908–1986), KPD
- Albert Hensel (1895–1942), KPD
- Liselotte Herrmann (1909–1938), kommunistische Widerstandskämpferin
- Max Herm (1899–1982), KPD
- Centa Herker-Beimler (1909–2000), KPD
- Hans Herker (1905–1964), KPD
- Liselotte Herrmann (1909–1938), KPD
- Willi Herrmann (1897–1944), KPD
- Luise Herrmann-Ries (1904–1971), KPD, Frauenrechtlerin
- Wieland Herzfelde (1896–1988), KPD
- Theo Hespers (1903–1943), KPD, Jungnationaler Bund
- Karl Hetz (1906–1985), Nationalkomitee Freies Deutschland
- Ernst Ludwig Heuss (1910–1967), Goerdeler-Kreis, Solf-Kreis
- František Hieke (1893–1984), Obrana národa
- Friedrich Hielscher (1902–1990), Konservative Revolution
- Rainer Hildebrandt (1914–2004), Haushofer-Kreis
- Else Himmelheber (1905–1944), Widerstandsgruppe Schlotterbeck aus Luginsland
- Oskar Hippe (1900–1990), Trotzkist
- Hella Hirsch (1921–1943), deutsche Widerstandskämpferin
- Helmut Hirsch (1916–1937), Widerstandskämpfer
- Otto Hirsch (1885–1941), Reichsvereinigung der Juden in Deutschland
- Rudolf Hirsch (1907–1998), KPD
- Michael Hirschberg (1889–1937), SPD
- Alfred Hitz (1908–1935), SPD, Widerstandsgruppe der Brotfabrik Germania
- Clemens Högg (1880–1945), SPD
- Arthur Hoffmann (1900–1945), KPD, Nationalkomitee Freies Deutschland
- Fritz Hoffmann (1907–1942), KPD
- Wilhelm Hollandmoritz (1891–1943), KPD
- Karl Höltermann (1894–1955), SPD, Reichsbanner Schwarz-Rot-Gold
- Johannes Holm (1895–1981), KPD
- Bedřich Homola (1887–1943), Obrana národa
- Erich Honecker (1912–1994), KPD
- Paul Hörbiger (1894–1981), Widerstandsgruppe Richard Patsch
- Fritz Holderbaum (1901–1978), KPD[3]
- Thea Hoogensteijn (1918–1956), niederländische Widerstandskämpferin
- František Horáček (1891–1941), Obrana národa
- Kate ter Horst (1906–1992)
- Anneliese Hoevel (1898–1942), KPD
- Kurt Huber (1893–1943), Weiße Rose
- Rupert Huber (1896–1945), Antinazistische Deutsche Volksfront
- Helmuth Hübener (1925–1942), Hamburger Vierergruppe
- Walter Huder (1921–2002), Slowakischer Nationalaufstand
- Alois Hundhammer (1900–1974), Bayerische Volkspartei
- Peter Hüppeler (1913–1944), Ehrenfelder Gruppe
- Fritz Husemann (1873–1935), SPD und Alter Verband
- Richard Husmann (1922–1987), Obrana národa
- Alfred Huth (1918–1945), Operation Radetzky
- Ewald Huth (1890–1944), katholische Kirche
- Oskar Huth (1918–1991), Einzelkämpfer
- Willy Hüttenrauch (1909–1996), SPD
- Emma Hutzelmann (1900–1944), Antinazistische Deutsche Volksfront
- Hans Hutzelmann (1906–1945), Antinazistische Deutsche Volksfront

## I
- Pelle Igel (1905–1981), KPD
- Hans Ils (1906–1988), Sozialistische Arbeiterpartei Deutschlands
- Max Ingberg (1904–1983), SPD, Sopade, Vorstand der Sopade in Belgien
- Barbara Issakides (1914–2011), Maier-Messner-Caldonazzi

## J
- Berthold Jacob (1898–1944), Sozialistische Arbeiterpartei
- Albert Jacob (1887–1944), KPD
- Helene Jacobs (1906–1993), Bekennende Kirche
- Rudolf Jacobs (1914–1944), „Ugo Muccini“ in Italien
- Edith Jacobson (1897–1978), Neu Beginnen
- Hildegard Jacoby (1903–1944), Bekennende Kirche und Widerstandskämpferin
- Jožka Jabůrková (1896–1942), tschechische antifaschistische Aktivistin
- Hildegard Jadamowitz (1916–1942), KPD, Herbert-Baum-Gruppe
- Franz Jägerstätter (1907–1943), Einzelkämpfer, katholische Kirche
- Hans Jahn (1885–1960), Eisenbahnerorganisation der ITF
- Hermann Jahn (1894–1946), KPD, Neubauer-Poser-Organisation
- Rudolf Jahn (1906–1990), KPD
- Mathias Jakobs (1885–1935), preußischer Landtagsabgeordneter SPD
- Lin Jaldati (1912–1988), niederländische Kommunistin
- Julius von Jan (1897–1964), Bekennende Kirche
- Gustawa Jarecka (1908–1943), jüdisches Untergrundarchiv Oneg Schabbat
- Jan Jebavý (1908–1942), tschechoslowakischer Arzt und Widerstandskämpfer (Obrana národa)
- Ludwig Jedlicka (1916–1977), Gruppe Szokoll
- Hans Jendretzky (1897–1992), KPD
- Marianne Joachim (1921–1943), Herbert-Baum-Gruppe
- Andrée de Jongh (1916–2007), Belgierin, Fluchthilfenetzwerk Réseau Comète
- Anton Joos (1900–1999), KPD
- Marie Juchacz (1879–1956), Arbeiterwohlfahrt, Sopade
- Alfred Jung (1908–1944), KPD
- Ferdinand Jung (1905–1973), KPD, Kampfbund gegen den Faschismus
- Franz Jung (1888–1963), KAPD und Rote Kämpfer
- Karl Jungbluth (1903–1945), KPD
- Georg Jungclas (1902–1975), IKD
- Alfred Jurke (1899–1942), organisationsübergreifend (KPD, SPD, Gewerkschaft)

## K
- Wienand Kaasch (1890–1945), KPD
- Miroslav Kácha (1923–2010), tschechoslowakischer General und Widerstandskämpfer (Obrana národa)
- Gerda Kafka (1920–1945), KPD
- Max Kahane (1910–2004), KPD
- Hans Kahle (1899–1947), KPD
- Otto Kahn-Freund (1900–1979), Jurist
- Jakob Kaiser (1888–1961), Zentrumspartei
- Martin Kalb (1906–1979), KPD, XI. Internationale Brigade, US-Army
- Hellmut Kalbitzer (1913–2006), Internationaler Sozialistischer Kampfbund (ISK)
- Pierre Kaldor (1912–2010), Résistance-Kämpfer
- Adolfo Kaminsky (1925–2023), Résistance
- Heinz Kapelle (1913–1941), KPD
- Josef Kappius (1907–1967), ISK und Unabhängige Sozialistische Gewerkschaft
- Jan Karski (1914–2000), polnische Heimatarmee
- Peter Kasper (1907–1939), KPdSU, Komintern
- Jacob Kastelic (1897–1944), Gründer der Großösterreichischen Freiheitsbewegung
- Katharina Katzenmaier (1918–2000), christliche Einzelkämpferin
- Franz Kaufmann (1886–1944), Bekennende Kirche
- Guta Kawenoki (1919–1944), jüdisch-polnische Widerstandskämpferin, Jüdische Kampforganisation (ŻOB)
- Friedrich Kellner (1885–1970), SPD
- Anda Kerkhoven (1919–1945), niederländisch-indische Widerstandskämpferin
- Katharina Kern (1900–1985), SPD
- Otto Kilian (1879–1945), Trotzkist, u.A. KPD
- Karl August Kipp (1911–1959), Einzelkämpfer
- Otto Kipp (1903–1978), KPD
- Hans Kippenberger (1898–1937), KPD
- Alfons Kirchgässner (1909–1993), katholische Kirche
- Kilian Kirchhoff (1892–1944), katholische Kirche
- Johanna Kirchner (1889–1944), SPD, Rote Hilfe
- Emil Kirschmann (1888–1949), Sopade
- Käthe Kirschmann (1915–2002), Sopade
- Ernst Kirchweger (1898–1965), KPÖ
- Herbert Kittelmann (1915–1982), KPD
- Alfred Klahr (1904–1944), österreichischer Kommunist
- Sylvia Elvira Klar (1885–1942), SPD
- Georg Klaus (1912–1974), KPD
- Erich Klausener (1885–1934), katholische Kirche
- Fritz Klein (1898–1944), SPD
- Reinhold Kleinlein (1883–1944), KPD
- Friedrich Klemstein (1893–1945), KPD
- Hermann Klepell (1918–1945), Maier-Messner-Caldonazzi
- Walter Klingenbeck (1924–1943), Münchner Vierergruppe
- Heinrich Kloppers (1891–1944), Reichsbanner Schwarz-Rot-Gold und Ev. Jünglingsverein
- Werner Knapp (* 1921), Kommunist, Freiwilliger in der ČSR-Auslandsarmee
- Wilhelm Knapp (1898–1984), KPD
- Marie Catherine Kneup (1899–1938), Doppelagentin
- Wilhelm Knöchel (1899–1944), KPD
- Waldemar von Knoeringen (1906–1971), SPD, Neu Beginnen
- Ferdinand Kobitzki (1890–1944), KPD
- Gertrud Koch (1924–2016), Edelweißpiraten
- Hans Koch (1893–1945), Bekennende Kirche
- Ludwig Koch (1909–2002), ISK
- Martin Kochmann (1912–1943), Herbert-Baum-Gruppe
- Sala Kochmann (1912–1942), Herbert-Baum-Gruppe
- Bernard Koenen (1889–1964), Rote Hilfe und Nationalkomitee Freies Deutschland
- Otto Kohlhofer (1915–1988), Rote Hilfe
- Anna Bertha Königsegg (1883–1948), katholische Kirche
- Olga Körner (1887–1969), KPD
- Paul Körner-Schrader (1900–1962),
- Fritz Kolbe (1900–1971), Einzelkämpfer
- Otto Korfes (1889–1964), Nationalkomitee Freies Deutschland
- Cornelia Kossen (1897–1943), niederländische Widerstandskämpferin
- Alfred Kowalke (1907–1944), KPD
- Werner Kowalski (1901–1943), KPD
- Hanns Kralik (1900–1971), KPD
- Walter Krämer (1892–1941), KPD
- Heinrich Kratina (1906–1944), Ehrenfelder Gruppe
- Wilhelm Kratz (1902–1944), Ehrenfelder Gruppe
- Gerhard Krause (1887–1950), Bekennende Kirche
- Luise Kraushaar (1905–1989), Résistance
- Willi Kreikemeyer (1894–1950), KPD
- Johannes Kreiselmaier (1892–1944), Saefkow-Jacob-Bästlein-Organisation
- Felix Kreissler (1917–2004), Résistance
- Lothar Kreyssig (1898–1986), Jurist, Bekennende Kirche
- Henry Wilhelm Kristiansen (1902–1942), Norges Kommunistiske Parti
- Otto Kropp (1907–1937), KPD
- Maria Krüger (1907–1987), Rote Hilfe
- Werner Kube (1923–1945)
- Alfred Kubel (1909–1999), Internationaler Sozialistischer Kampfbund
- Greta Kuckhoff (1902–1981), deutsche Widerstandskämpferin
- Marie Kudeříková (1921–1943), tschechische antifaschistische Aktivistin
- Karl Kuhn (1910–1984), SPD, Reichsbanner Schwarz-Rot-Gold, Internationale Brigaden, französische Armee
- Heinz Kühn (1912–1992), SPD
- Otto Kühne (1893–1955), KPD und Résistance
- Helena Kuipers-Rietberg (1893–1944), niederländische Widerstandskämpferin
- Karl Kunger (1901–1943), KPD
- Franz Künstler (1888–1942), SPD
- Erich Kürschner (1889–1966), Neu Beginnen, Bund der Religiösen Sozialistinnen und Sozialisten Deutschlands
- Albert Kuntz (1896–1945), KPD
- Anton Kurz (1906–1942), KPD
- Erich Kurz (1895–1944), KPD
- Karel Kutlvašr (1895–1961), tschechischer General und Widerstandskämpfer der Obrana národa
- Erich Kuttner (1887–1942), SPD, Revolutionäre Sozialisten Deutschlands

## L
- Guy Kurt Lachmann (1906–1987), Reichsbanner, Sozialistischer Schutzbund, Französische Armee, Résistance
- Max Lackmann (1910–2000), evangelische Kirche
- Arno Lade (1892–1944), KPD
- Karl Ladé (1909–1945), KPD
- Traute Lafrenz (1919–2023), Weiße Rose
- Erwin von Lahousen (1897–1955), Offizier
- Josef Lampersberger (1912–nach 1960), Rote Rebellen
- Josef Landgraf (1924–2018), Wiener Vierergruppe
- Josef Lang (1902–1973), SAPD
- Hermann Langbein (1912–1995), Kampfgruppe Auschwitz, KPÖ
- Fritz Lange (1898–1981), KPD
- Hermann Lange (1912–1943), katholische Kirche
- Paul Langen (1893–1945), Einzelkämpfer
- Ernst Langguth (1908–1983), KPD
- Wolfgang Langhoff (1901–1966), KPD
- Rudi Lattner (1904–1945), Vereinigte Kletterabteilung („Rote Bergsteiger“)
- Franz Latzel (1880–1941), KPD
- Henryka Łazowertówna (1909–1942), polnische Dichterin, jüdisches Untergrundarchiv Oneg Schabbat
- Julius Leber (1891–1945), SPD
- Georg Lechleiter (1885–1942), KPD
- Karl Lederer (1909–1944), Österreichische Freiheitsbewegung
- Ernst Lehmann (1908–1945), SPD
- Franz Lehmann (1899–1945), KPD
- Werner Lehmann (1904–1941), KPD, Kampfbund gegen den Faschismus
- Hans Lehnert (1899–1942), ISK
- Heinz Leidersdorf (1906–1943), IKD
- Maria Leipelt (1925–2008), Weiße Rose
- Hester van Lennep (1916–2000), Widerstandskämpferin
- Erna Lenz (1900–1955), KPD
- Gerhard Leo (1923–2009), Kommunist, Résistance
- Theodor Lessing (1872–1933), Einzelkämpfer
- Bernhard Letterhaus (1894–1944), Katholische Arbeitnehmer-Bewegung, katholische Kirche
- Bruno Max Leuschner (1910–1965), KPD
- Wilhelm Leuschner (1890–1944), SPD
- Inge Levinson (im KZ ermordet), antifaschistische jüdische Widerstandsgruppe um Eva Mamlok
- Hermann Ley (1911–1990), KPD
- Erich Leyens (1898–2001), jüdischer Widerstandskämpfer
- Bernhard Lichtenberg (1875–1943), katholische Kirche
- Kurt Lichtenstein (1911–1961), KPD
- Simone Arnold Liebster (* 1930), Zeugin Jehovas
- Franz-Maria Liedig (1900–1967), Offizier
- Truus van Lier (1921–1943), niederländische Widerstandskämpferin
- Käthe Limbach (1915–2003), KPD (Jungkommunisten)
- Robert Limpert (1925–1945), Einzelkämpfer
- Rosa Lindemann (1876–1958), KPD
- Herta Lindner (1920–1943), KJVD
- Max Lingner (1888–1959)
- Ludwig Linsert (1907–1981), ISK
- Margot Linsert (1909–2009), ISK
- Richard Lipinski (1867–1936), SPD
- Hans Litten (1903–1938), Rote Hilfe
- Maria Lobe (1912–2001), KPD
- Paul Löbe (1875–1967), SPD
- Kurt Lohberger (1914–2008), KPD
- Heinz Lohmar  (1900–1976), Maler und Grafiker, KPD
- Johannes Lohr (1875–1941), evangelischer Geistlicher
- Adam Löhr (1889–1938), KPD, Arbeitersport
- Walter Loewenheim (1896–1977), Neu Beginnen
- Roland Lorent (1920–1944), Ehrenfelder Gruppe
- Zivia Lubetkin  (1914–1978), jüdische Widerstandskämpferin in Polen, Jüdische Kampforganisation (ŻOB)
- Marinus van der Lubbe (1909–1934), Kommunist
- Ludwig Philipp Lude (1895–1961), SPD
- Paul Ludwig (1910–1992), KPD
- Erna Lugebiel (1898–1984), Kampfbund gegen den Faschismus
- Rudolf Lunau (1906–nach 1943 verschollen), KPD
- Yvette Lundy (1916–2019), Résistance, Netzwerk Possum
- Gertrud Lutz (1910–1944), Gruppe Schlotterbeck

## M
- Nikolaus von Maasburg (1913–1965), Widerstandsgruppe O5
- Friedrich Maase (1878–1959), Rechtsanwalt und Pazifist
- Charles Machon (1893–1944), Drucker einer Untergrundzeitung auf Guernsey
- Johann Machwirth (1890–1943), Widerstandskämpfer
- Max Maddalena (1895–1943), KPD, Gewerkschaft (RGO)
- Sonia Madejsker (1914–1944), polnische Kommunistin und jüdische Partisanin im Zweiten Weltkrieg
- Oskar Mai (1892–1945), KPD
- Johann Maier (1906–1945), katholische Kirche
- Heinrich Maier (1908–1945), Maier-Messner-Caldonazzi
- Adolf Maislinger (1903–1985), KPD
- Maria Gräfin von Maltzan (1909–1997), Solf-Kreis
- Eva Mamlok (1918–1944), jüdische Widerstandskämpferin
- Werner Manneberg (1923–2000), Bündische Jugend
- Hans Marchwitza (1890–1965), KPD
- Hilde Marchwitza (1900–1961), Widerstandsgruppe um Hans Westermann
- Milada Marešová (1901–1987), tschechische Künstlerin und Gestalterin der illegalen Zeitschrift V boj
- Schwester Maria Restituta (eigentlich Helene Kafka; 1894–1943), katholische Kirche
- Elpidius Markötter (1911–1942), katholische Kirche
- Walter Markov (1909–1993), studentischer Widerstand, KPD
- Ludwig Marmulla (1908–1990), Widerstandsgruppe um John Sieg und Paul Junius
- Hermann Matthäi (1907–1935), KPD, Kampfbund gegen den Faschismus, „Rote Gewerkschaftsopposition“
- Johann Mathieu (1888–1961), KPD, Gewerkschaften
- Adolf Mayer (1918–1996), Internationale Brigaden
- Rupert Mayer (1876–1945), Pfarrer und Seelsorger
- Josef Mayr-Nusser (1910–1945), Südtiroler Jugendseelsorger
- Laura Carola Mazirel (1907–1974), niederländische Widerstandskämpferin
- Kurt Meier (1910–2008), KPD
- Otto Meier (1889–1962), SPD
- Hilde Meisel (Hilda Monte) (1914–1945), ISK
- Erich Melcher (1892–1944), Kommunist, SAPD
- Ernst Melis (1909–2007), KPD, Résistance
- Rosa Menzer (1886–1942), KPD
- August Merges (1870–1945), Kommunistische Räte-Union
- Else Merkel (1905–1990), KPD, Rote Hilfe, Résistance
- Karl Merkel (1903–1937), KPD, Frontkämpferbund, Rote Hilfe, Komintern, Internationale Brigaden
- Paul Merker (1894–1969), KPD
- Franz Josef Messner (1896–1945), Maier-Messner-Caldonazzi
- Max Josef Metzger (1887–1944), katholische Kirche
- Alfred Meusel (1896–1960), Sozialist, ab 1937 KPD
- Karl Mewis (1907–1987), KPD
- Carlo Mierendorff (1897–1943), SPD
- Josef Miller (1883–1964), Rote Hilfe
- Fritz Molden (1924–2014), amerikanischer Geheimdienst OSS, O5
- Freya Gräfin von Moltke (1911–2010), deutsche Widerstandskämpferin
- Anna Afanassjewna Morosowa (1921–1944), sowjetische Widerstandskämpferin im Zweiten Weltkrieg
- Mentona Moser (1874–1971), Rote Hilfe
- Erich Mühsam (1878–1934), Anarchist
- Eduard Müller (1911–1943), katholische Kirche
- Franz J. Müller (1924–2015), Weiße Rose
- Fred Müller (1913–2001), KPD, Internationale Brigaden
- Gertrud Müller (1915–2007), KPD
- Josef Müller (1898–1979), BVP, katholische Kirche
- Kurt Müller (1903–1990), KPD
- Kurt Müller, (1903–1977), SAP
- Max Müller (1899–1977), KPD
- Oskar Müller (1896–1970), KPD
- Otto Müller (1870–1944), katholische Kirche
- Willi Münzenberg (1889–1940), KPD
- Herbert Mumm von Schwarzenstein (1898–1945), Solf-Kreis

## N
- Harry Naujoks (1901–1983), KPD
- Martha Naujoks (1903–1998), KPD
- Elfriede Nebgen (1890–1983), christliche Gewerkschaft, Goerdeler-Kreis
- Theodor Neubauer (1890–1945), KPD
- Karl Neuhof (1891–1943), Rote Hilfe
- Heinz Neumann (1902–1937), KPD
- Johanna Niederhellmann (1891–1956), SPD
- Ernst Niekisch (1889–1967), Nationalrevolutionär
- Katja (Käthe) Niederkirchner (1909–1944), KPD
- Martin Niemöller (1892–1984), Bekennende Kirche
- Frieda Nödl (1898–1979), Revolutionäre Sozialisten Österreichs, SPÖ
- Erik Nölting (1892–1953), SPD
- Genia Nobel (1912–1999), KPD
- Günter Nobel (1913–2007), KPD
- Karl Nord (1912–2003), SAPD
- Helge Norseth (1923–2008), norwegischer Widerstandsaktivist und KZ-Überlebender

## O
- Ernst Oberdörster (1888–1972), KPD
- Aloys Odenthal (1912–2003), Aktion Rheinland
- Johann Ollik (1905–1945), KPD
- Max Opitz (1890–1982), KPD
- Rudi Opitz (1908–1939), KPD
- Friedrich Carl Freiherr von Oppenheim (1900–1978), Einzelkämpfer
- Ernst Ortner (1914–1945), AFÖ
- Ernst Oschmann (1907–1979), KPD
- Hermann Osterloh (1886–1961), SPD
- Elisabeth Ostermeier (1913–2002), SPD
- Carl von Ossietzky (1889–1938), Publizist, Pazifist
- Hans Oster (1887–1945), Offizier
- Hans Otto (1900–1933), Schauspieler, KPD
- Margarethe von Oven (1904–1991), deutsche Widerstandskämpferin
- Freddie Oversteegen (1925–2018), Raad van Verzet
- Truus Oversteegen (1923–2016), RVV

## P
- Günter Pappenheim (1925–2021), Arbeiter, Sozialist
- Ludwig Pappenheim (1887–1934), SPD
- Ru Paré (1896–1972), niederländische Widerstandskämpferin
- Mona Parsons (1901–1976), niederländischer Widerstand
- Gertrud Pätsch (1910–1994), Bekennende Kirche
- Frieda Paul (1902–1989), ISK
- Fritz Paul (1903–1988), ISK
- Hugo Paul (1905–1962), KPD
- Willi Paul (1897–1979), FAUD
- Clemens Pausinger (1908–1989), Maier-Messner-Caldonazzi
- Wilhelm Peetz (1892–1935), KPD
- Stanislaus Peplinski (1909–1945), polnischer Zwangsarbeiter
- Pier Amato Perretta (1885–1944), italienischer Richter und Partisan
- Resi Pesendorfer (1902–1989), Willy-Fred
- Bruno Peters (1884–1960), KPD
- Toni Pfülf (1877–1933), SPD
- Emil Phillip (1886–1965), Bekennende Kirche
- Julius Philippson (1894–1943/1944), ISK
- Wilhelm Pieck (1876–1960), KPD
- Kurt Piehl (1928–2001), Edelweißpiraten
- Henriëtte Pimentel (1876–1943), niederländische Widerstandskämpferin
- Hans Pink (1906–1974), Rote Hilfe
- Menachem Pinkhof (1920–1969), Gruppe Westerweel
- Mirjam Pinkhof (1916–2011), Gruppe Westerweel
- Gertrud Piter (1899–1933), KPD
- Antonie „Toni“ Pfülf (1877–1933), SPD
- Josef Planke (1877–1945), Einzelkämpfer
- Hartmut Plaas (1899–1944), SS-Obersturmbannführer mit Kontakten zu Wilhelm Canaris
- Karl Plagge (1897–1957), Wehrmachtsoffizier, Einzelkämpfer
- Philipp Pless (1906–1973), KPO
- Sepp Plieseis (1913–1966), KPÖ, Willy-Fred
- Fritz Plön (1906–1944), KPD
- Franz Plotnarek (1904–1943), KPÖ
- Frumka Płotnicka (1914–1943), jüdisch-polnische Widerstandskämpferin, Jüdische Kampforganisation (ŻOB)
- Dorothee Poelchau (1902–1977), Widerstandskämpferin
- Harald Poelchau (1903–1972), Gruppe „Onkel Emil“, Bekennende Kirche, BRSD
- Ottilie Pohl (1867–1943), Rote Hilfe
- Herbert Pomp (1909–1980), KPD
- Alfred Pontius (1907–1948), KPD, Rote Hilfe, Kampfgruppe Auschwitz
- Lydia Poser (1909–1984), KPD
- Magnus Poser (1907–1944), KPD
- Johannes Post (1906–1944), niederländischer Widerstandskämpfer
- Mance Post (1925–2013), niederländische Widerstandskämpferin
- Folkert Potrykus (1900–1971), KPD
- Bernard Povel (1897–1952), Zentrumspartei
- Hans Pramer (1882–1943), Revolutionäre Sozialisten Österreichs
- Johannes Prassek (1911–1943), katholische Kirche
- Olga Benario-Prestes (1908–1942), KPD
- Konrad Graf von Preysing (1880–1950), katholische Kirche
- Reina Prinsen Geerligs (1922–1943), niederländische Widerstandskämpferin
- Marion Pritchard (1920–2016), niederländische Widerstandskämpferin
- Christoph Probst (1919–1943), Weiße Rose
- Willi Probst (1906–1942), Lechleiter-Gruppe
- Fritz Pröll (1915–1944), Rote Hilfe
- Friedrich Puchta (1883–1945), MdR, SPD, Zeitungs-Redakteur
- Coba Pulskens (1884–1945), niederländische Widerstandskämpferin
- Elisabeth Pungs (1896–1945), Rote Hilfe

## Q
- Bernhard Quandt (1903–1999), KPD
- Ludwig Quidde (1858–1941), Publizist, Pazifist

## R
- Josef Raab (1899–1971), KPD
- Jannie Raak (1922–1957), niederländischer Widerstand (LO)
- Eitel-Friedrich von Rabenau (1884–1959), Bekennende Kirche
- Arthur Rackwitz (1895–1980), Bekennende Kirche, BRSD
- Siegfried Rädel (1893–1943), KPD
- Rudolf Raschke (1923–1945), Operation Radetzky
- Gebhard Rath (1902–1979), Großösterreichische Freiheitsbewegung
- Heinrich Rau (1899–1961), KPD
- Eberhard Rebling (1911–2008), Antifaschist
- Daniel von Recklinghausen (1925–2011), Vierergruppe München
- Adolf Reichwein (1898–1944), SPD
- Max Reimann (1898–1977), KPD
- Gerhard Reinhardt (1916–1989), Kommunist, ELAS
- Franz Reinisch (1903–1942), katholische Kirche
- Karl Reinthaler (1913–2000), SPÖ
- Josef Reitzle (1910–1958), ELAS
- Ludwig Renn  (1889–1979), Kommunist
- Maria Rentmeister (1905–1996), KPD
- Paul Rentsch (1898–1944), Europäische Union
- Fritz Rettmann (1902–1981), KPD
- Karl Retzlaw (1896–1979), Kommunist
- Franz Rheinberger (1927–1944), Ehrenfelder Gruppe
- Gustav Richter (1890–1942), KPD
- Rudolf Richter (1920–1942), Antifaschist
- Trude Richter (1899–1989), KPD
- Josef Rieck (1911–1970), katholische Kirche
- Fritz Riedel (1908–1944), KPD
- Madeleine Riffaud (1924–2024), Mitglied der Résistance
- Johannes Ries (1887–1945), katholische Kirche
- Leo Ries (1901–1988), katholischer Einzelkämpfer
- Fredo Ritscher (1903–1974), KPD
- Jakob Ritter (1886–1951), SAPD
- Kurt Ritter (1909–1944), KPD
- Hans Robinsohn (1897–1981), DDP, Robinsohn-Strassmann-Gruppe
- Rózia Robota (1921–1945), polnische Widerstandskämpferin im KZ Auschwitz
- Fritz Rode (1885–1940), KPD
- Fritz Rödel (1888–1945), KPD
- Maria Röder (1903–1985), KPD
- Alexis von Roenne, (1903–1944), Abwehr
- Theodor Roller (1915–2008), CVJM
- Wilhelm Roloff (1900–1979), Wirtschaft
- Galina Romanowa (1918–1944), sowjetische Ärztin
- Annie Romein-Verschoor (1895–1978), niederländischer Widerstand
- Leonie van Rooij-Overgoor (1924–2006), niederländischer Widerstand
- Heinrich Roos (1906–1988), Freundeskreis um Heinrich Roos
- Augustin Rösch (1893–1961), Kreisauer Kreis, katholische Kirche
- Max Roscher (1888–1940), KPD
- Paul Roscher (1913–1993), KPD
- Terje Rollem (1915–1993), Milorg (Norwegen)
- Betty Rosenfeld (1907–1942), KPD, jüdische Widerstandskämpferin
- Lotte Rosenholz, jüdische Widerstandskämpferin
- Frieda Rosenthal (1891–1936), SPD
- Evžen Rošický (1914–1942), tschechischer Widerstandskämpfer (Gruppe Nemo)
- Joseph C. Rossaint (1902–1991), katholische Kirche
- Ernst Moritz Roth (1902–1945), katholische Kirche
- Joseph Roth (1896–1945), Zentrumspartei
- Leo Roth (1911–1937), KPD
- Philippina Roth (1898–1961), KPD, Rote Hilfe
- Karl Rubner (1901–1988), SPD
- Anton Ruh (1912–1964), KPD
- Hermann Runge (1902–1975), SPD
- Heinrich Ruster (1884–1942), Widerstandskämpfer gegen den Nationalsozialismus

## S
- Willy Sachse (1896–1944), Kommunist
- Regina Safirsztajn (1915–1945), polnische Widerstandskämpferin im KZ Auschwitz
- Willi Sänger (1894–1944), KPD
- Herbert Sandberg (1908–1991), KPD
- Doris Salomon (1905–1961), Résistance
- Marie-Louise Sarre (1903–1999), Solf-Kreis
- Ernst Sasse (1897–1945), KPD
- Hannie Schaft (1920–1945), Raad van Verzet
- Karl Schapper (1879–1941), katholische Kirche
- Werner Scharff (1912–1945), Gemeinschaft für Frieden und Aufbau
- Dora Schaul (1913–1999), Résistance
- Hans Schaul (1905–1988), KPD
- John Schehr (1896–1934), KPD
- Franz Scheider (1913–1944), KPD
- Hermann Scheler (1911–1972), KPD-O
- Rudolf von Scheliha (1897–1942), Diplomat und Einzelkämpfer
- Johann Schellheimer (1899–1945), KPD
- Fritz Gebhard Schellhorn (1888–1982), Diplomat und Einzelkämpfer in Czernowitz
- Georg Scheuer (1915–1996), österreichischer Trotzkist
- Jack Schiefer (1898–1980), SPD
- Elisabeth Schiemann (1881–1972), deutsche Widerstandskämpferin
- Hermann Schiering (1884–1944), SPD
- Kurt Schill (1911–1944), KPD
- Fritz Schiller (1912–1992), KJVD, KPD
- Emilie Schindler (1907–2001), Judenretterin
- Oskar Schindler (1908–1974), Judenretter
- Bartholomäus Schink (1927–1944), Ehrenfelder Gruppe
- Hermann Schirmer (1897–1981), KPD
- Josef Schleifstein (1915–1992), KPD
- Otto Schlein (1895–1944), KPD
- Rose Schlösinger (1907–1943), deutsche Widerstandskämpferin, Rote Kapelle
- Lydia Schlosser (1897–1988), KPD
- Friedrich Schlotterbeck (1909–1979), Gruppe Schlotterbeck
- Hermann Schlotterbeck (1919–1945), Gruppe Schlotterbeck
- Walter Schmedemann (1901–1976), SPD
- Fritz Schmenkel (1916–1944), Weißrussische Partisanen
- Anton Schmid (1900–1942), Wehrmachtsoffizier
- Richard Schmid (1899–1986), Umfeld der SAPD
- Alfred Schmieder (1883–1942), SPD
- Otto Schmirgal (1900–1944), KPD
- Elisabeth Schmitz (1893–1977), Bekennende Kirche
- Alexander Schmorell (1917–1943), Weiße Rose
- Julius Schneider (1908–1988), SAJ, SPD, Internationale Brigaden, Résistance
- Karl Schneider (1869–1940), Friedensbewegung
- Paul Schneider (1897–1939), Bekennende Kirche
- Kurt Schneidewind (1912–1983), KPD
- Ernst Schneller (1890–1944), KPD
- Karl-Heinz Schnibbe (1924–2010), Jugendwiderstandsgruppe um Helmuth Hübener
- Erwin Schoettle (1899–1976), Sopade, Neu Beginnen
- Carlo Schönhaar (1924–1942), Résistance
- Eugen Schönhaar (1898–1934), KPD
- Gustav Schönherr (1889–1933), KPD
- Hans Scholl (1918–1943), Weiße Rose
- Sophie Scholl (1921–1943), Weiße Rose
- Elfriede Scholz (1903–1943), deutsche Widerstandskämpferin
- Ernst Scholz (1913–1986), Rote Hilfe
- Roman Karl Scholz (1912–1944), katholische Kirche, Österreichische Freiheitsbewegung
- Adolf Scholze (1913–1983), DSAP, Gewerkschafter (Allgemeiner freier Angestelltenbund (AAV))
- Aloys Scholze (1893–1942), katholische Kirche
- Fritz Schreiter (1892–1944), KPD-O
- Heinz Schröder (1910–1997), SPD
- Karl Schröder (1884–1950), Rote Kämpfer
- Wilhelm Schroers (1900–1981), Gewerkschafter, KPD
- Karl Schroth (1909–1999), Sozialist, SAP
- Käthe Schuftan (1899–1958), jüdische Malerin, SAP
- Eduard Schulte (1891–1966), Einzelkämpfer
- Fritz Schulte (1890–1943), KPD
- Jakob Schultheis (1891–1945), Speyerer Kameradschaft
- Fiete Schulze (1894–1935), KPD
- Fritz Schulze (1903–1942), KPD
- Libertas Schulze-Boysen (1913–1942), Rote Kapelle
- Eva Schulze-Knabe (1907–1976), KPD
- Elisabeth Schumacher (1904–1942), deutsche Widerstandskämpferin, Rote Kapelle
- Georg Schumann (1886–1945), KPD, Schumann-Engert-Kresse-Gruppe
- Margarete Schütte-Lihotzky (1897–2000), KPÖ
- Adolf Schütz (1926–1944), Ehrenfelder Gruppe
- Alexander Schwab (1887–1943), Rote Kämpfer
- Ludwig Schwamb (1890–1945), SPD, Kreisauer Kreis
- Georg Schwarz (1896–1945), KPD, Schumann-Engert-Kresse-Gruppe
- Günther Schwarz (1928–1944), Ehrenfelder Gruppe
- Rudolf Schwarz (1904–1934), KPD
- Paul Schwarze (1888–1943), KPD
- Marie Sedláčková (1923–1945), tschechische antifaschistische Aktivistin
- Julius Seligsohn (1890–1942), Reichsvereinigung der Juden in Deutschland
- Werner Seelenbinder (1904–1944), KPD
- Kurt Seibt (1908–2002), KPD
- Fritz Selbmann (1899–1975), KPD
- Willi Seng (1909–1944), KPD
- Hans Siebert (1910–1979), KPD
- Atie Siegenbeek van Heukelom (1913–2002), Raad van Verzet
- Robert Siewert (1887–1973), KPO
- Georg Singer (1898–1942), KPD
- Rudolf Singer (1915–1980), KPD
- Willi Sitte (1921–2013), Deserteur und Partisan der Resistenza
- Josef Škalda (1894–1942), tschechischer Widerstandskämpfer
- Konrad Skrentny (1894–1955), KPD
- Johanna Slagter-Dingsdag (1908–1945), niederländische Widerstandskämpferin
- Felix Slavik (1912–1980), O5
- Arthur Sodtke (1901–1944), KPD
- Gisela Söhnlein (1921–2021), niederländischer Widerstand
- Helene Sokal (1903–1990), Maier-Messner-Caldonazzi
- Hanna Solf (1887–1954), Solf-Kreis
- Friedrich zu Solms-Baruth (1886–1951), Kreisauer Kreis
- Jeanine Sontag (1925–1944), FTP-MOI (Netzwerk der Französischen Résistance)
- Richard Sorge (1895–1944), KPD
- Manès Sperber (1905–1984), KPD
- Fritz Sperling (1911–1958), KPD
- Heinrich Otto Spitz (1885–1945), O5
- Ulrich Sporleder (1911–1944), Bekennende Kirche
- Otto Springborn (1890–1944), KPD
- Richard Staimer (1907–1982), KPD
- Robert Stamm (1900–1937), KPD
- Jakob Steffan (1888–1957), SPD
- Walter Steffens (1903–1968), KPD
- Ludwig Steil (1900–1945), Bekennende Kirche
- Karl Stein (1902–1942), KPD
- Hans Steinbrück (1921–1944), Ehrenfelder Gruppe
- Werner Steinbrink (1917–1942), KJVD, Herbert-Baum-Gruppe
- Erich Steinfurth (1896–1934), KPD, Rote Hilfe
- Karl Friedrich Stellbrink (1894–1943), Evangelische Kirche
- Franz Stenzer (1900–1933), KPD
- Erhard Stenzel (1925–2021), französische Résistance
- Peter August Stern (1907–1947), Demokrat
- Marie Louise Stern-Loridan (1911–2004), Demokratin
- Wilhelm Steudte (1897–1973), KPD
- Ilse Stöbe (1911–1942), deutsche Widerstandskämpferin
- Hermann Stöhr (1898–1940), Pazifist
- Martha Strasser (1910–2002), SPD, Résistance
- Ernst Strassmann (1897–1958), DDP Robinsohn-Strassmann-Gruppe
- Werner Straub (1901–1945), Bekennende Kirche
- Tina Strobos (1920–2012), niederländische Widerstandskämpferin
- Franz Xaver Stützinger (1903–1935), KPD
- Peter Suhrkamp (1891–1959), Demokrat
- Kirsten Svineng (1891–1980), Sami aus Karasjok, Norwegen
- Stefan Szende (1901–1985), SAPD
- Carl Szokoll (1915–2004), Operation Radetzky
- Claus Schenk Graf von Stauffenberg (1907–1944), Unternehmen Walküre

## T
- Niuta Tajtelbaum (1917–1943), polnisch-jüdische Widerstandskämpferin, Warschauer Ghetto
- Feiga Talman (1914–1944), jüdisch-polnische Widerstandskämpferin, Jüdische Kampforganisation (ŻOB)
- Fritz Tarnow (1880–1951), Sozialdemokrat, Gewerkschafter und Reichstagsabgeordneter der Weimarer Republik
- Heinrich Talmon Groß (1882–1945), SPD
- Marie Anne Tellegen (1893–1976), niederländische Widerstandskämpferin
- Maria Terwiel (1910–1943), katholische deutsche Widerstandskämpferin, Rote Kapelle
- Trix Terwindt (1911–1987), niederländische Widerstandskämpferin
- Narda van Terwisga (1919–1997), niederländische Widerstandskämpferin
- Bruno Tesch (1913–1933), KPD
- Karl Tessen (1900–1965), gewerkschaftlicher Widerstand (DMV)
- Elisabeth von Thadden (1890–1944), Bekennende Kirche und Solf-Kreis
- Ernst Thälmann (1886–1944), KPD
- Ernst Thape (1892–1985), SPD
- Fritz Theilen (1927–2012), Ehrenfelder Gruppe
- Jan Thijssen (1908–1945), niederländischer Widerstandskämpfer
- Fritz Thurm (1883–1937), SPD und USPD
- Matthias Theisen (1885–1933), KPD, SPD
- Alfred Thiele (1904–1934), KPD
- Kurt Thomas (1904–1938), SPD, Einheitsfront
- Maria Tomasch (1899–1943), österreichische Spionin
- Gunvald Tomstad (1918–1970), Norwegen, Secret Intelligence Service
- Jacoba van Tongeren (1903–1967), Niederlande, Groep 2000
- Wilhelm Trapp (1906–1974), KPD, Internationale Brigaden, Sowjetagent
- Walter Trautzsch (1903–1971), KPD
- Betty Trompetter (1917–2003), niederländische Widerstandskämpferin
- Herbert Tschäpe (1913–1944), KPD
- Max Tschornicki (1903–1945), Reichsbanner, SPD, Jude
- Paul Tillich (1886–1965), religiöser Sozialist, American Friends of German Freedom, Council for a Democratic Germany
- Hermann Tops (1897–1944), KPD
- Emanuel Treu (1915–1976), Pfadfinderführer, Verbindungsmann der O5 zum alliierten Oberkommando
- Tante Truus (1896–1978), niederländische Widerstandskämpferin
- Karl Tuttas (1903–1978), KPD

## U
- Walter Uhlmann (1904–1991), KPD-O
- Charlotte Uhrig, geb. Kirst. (1907–1992), SPD, KPD
- Robert Uhrig (1903–1944), KPD
- Alix d’Unienville (1918–2015), französische Widerstandskämpferin, Résistance
- Max Urich (1890–1968), gewerkschaftlicher Widerstand (DMV)
- Engelmar Unzeitig (1911–1945), katholische Kirche

## V
- Mary Vaders (1922–1996), niederländische Widerstandskämpferin
- Zsigmond Varga (1919–1945), Einzelkämpfer
- Jaroslav Vedral (1895–1944), tschechischer General und Widerstandskämpfer der Obrana národa
- Gerrit van der Veen (1902–1944), Niederländischer Widerstand
- Franz Vehlow (1895–1936), KPD
- Walter Veigel (1908–1986), Illegales Lagerkomitee Buchenwald, KPD
- Karl Veken (1904–1971), KPD
- Selma Velleman (* 1922), niederländische Widerstandskämpferin
- Annie van Velzen (1894–1967), Niederländischer Widerstand
- Heinrich von Vietinghoff, (1887–1952), Generaloberst
- Walther Victor  (1895–1971), SPD
- Kurt Vieweg (1911–1976), KPD
- Atie Visser (1914–2014), niederländische Widerstandskämpferin
- Hedwig Voegt (1903–1988), KPD
- Käte Voelkner (1906–1943), Résistance
- Wilhelm Vogel (1898–1989), KPD, Internationale Brigaden, britische Armee
- Franz Vogt (1899–1940), Gewerkschafter
- Elli Voigt (1912–1944), deutsche Widerstandskämpferin
- Hugo Vojta (1885–1941), tschechischer General und Widerstandskämpfer der Obrana národa
- Senta Vollmer (1900–1984), Résistance / Nationalkomitee Freies Deutschland für den Westen (CALPO)
- Ernst Walter Vollmer (1889–1964), USDP, Résistance / Nationalkomitee Freies Deutschland für den Westen (CALPO)
- Hanna van de Voort (1904–1956), niederländische Widerstandskämpferin
- Karl Vorberg (1912–1943), KPD
- Bep Voskuijl (1919–1983), niederländische Widerstandskämpferin
- Hetty Voûte (1918–1999), niederländische Widerstandskämpferin
- Theun de Vries (1907–2005), niederländischer Kommunist
- Bohuslav Všetička (1893–1942), tschechischer General und Widerstandskämpfer der Obrana národa

## W
- Ernst Wabra (1907–1970), KPD
- Curt Wach (1906–1974), KPD
- Maria Wachter (1910–2010), KPD
- Anni Wadle (1909–2002), KPD
- Bebo Wager (1905–1943), SPD
- Heinrich Wagner (1886–1945), KPD, Rote Hilfe
- Karl Wagner (1891–1965), KPD
- Kurt Wagner (1904–1989), KPD
- Ester Wajcblum (1924–1945), polnische jüdische Widerstandskämpferin im KZ Auschwitz
- Hana Wajcblum (1928–2011), polnische jüdische Widerstandskämpferin im KZ Auschwitz
- Jacob Walcher (1887–1970), SAPD
- Eduard Wald (1905–1978), Komitee für Proletarische Einheit
- Orli Wald (1914–1962), KJVD, „Engel von Auschwitz“
- Fritz Wandel (1898–1956), KPD
- Rudolf Wascher (1904–1956), KPD
- Bluma Wasser (1912–1990), polnische jüdische Widerstandskämpferin, Oneg Schabbat (Ringelblum-Archiv)
- Hersh Wasser (1912–1980), polnischer jüdischer Widerstandskämpfer, Oneg Schabbat (Ringelblum-Archiv)
- Gisèle van Waterschoot van der Gracht (1912–2013), niederländische Widerstandskämpferin
- Maria von Wedemeyer (1924–1977), Bekennende Kirche
- Karl Wegmann (1906–1981), SPD, KPD
- Paul Wegmann (1889–1945), SPD, SAPD
- Herbert Wehner (1906–1990), KPD
- Walter Weidauer (1899–1986), KPD
- Gabrielle Weidner (1914–1945), Dutch-Paris
- Johan Hendrik Weidner (1912–1994), Dutch-Paris
- Kurt Weiland (1910–1944), parteilos
- Ludwig Wellhausen (1884–1940), SPD
- Eduard Welter (1900–1979), KPD, Résistance
- Jakob Welter (1907–1944), KPD
- Otto Weidt (1883–1947), Anarchist
- Arthur Weisbrodt (1909–1944), Rote Hilfe
- Leo Weismantel (1888–1964), katholische Kirche
- Franz Weiß (1892–1985), katholische Kirche
- Friedrich Weißler (1891–1937), Bekennende Kirche
- Rudolf Welskopf (1902–1979), KPD
- Anna Wendel (1909–2002), KPD
- Bernhard Wensch (1908–1942), katholische Kirche
- August Wessing (1880–1945), katholische Kirche
- Wilhelm Wester (1889–1960), evangelische Kirche
- Hans Westermann (1890–1935), KPD
- Alexander Westermayer (1894–1944), Europäische Union
- Max Westphal (1895–1942), SPD
- Heinrich Wiatrek (1896–1945), KPD
- Tineke Wibaut-Guilonard (1922–1996), niederländische Widerstandskämpferin
- Adolf Wicklein (1886–1945), Arbeiter, KPD
- Paul Wiens (1922–1982), parteilos
- Hannelore Willbrandt (1923–2003), deutsche Widerstandskämpferin, Weiße Rose
- Ernst Wille (1894–1944), SPD
- Frida Winckelmann (1873–1943), Kommunistin (SAP)
- Hans Winkler (1906–1987), Gemeinschaft für Frieden und Aufbau
- Josef Wirmer (1901–1944), Jurist, Katholik, Zentrum
- Sally Wittelson (1907–1942), KPD, Spanienkämpfer
- Jürgen Wittenstein (1919–2015), Weiße Rose
- Irmgard von Witzleben (1896–1944), Künstlerin, Einzelkämpferin
- Hans Wölfel (1902–1944), katholische Kirche
- Fritz Wörtge (1902–1949), KPD
- Friedrich Wolf (1888–1953), KPD
- Johannes Wolf (1898–1943)
- Lore Wolf (1900–1996), KPD, Rote Hilfe
- Walter Wolf (1907–1977), KPD
- Annemie Wolff (1906–1994), niederländischer Widerstand
- Edith Wolff (1904–1997), Einzelkämpferin
- Rosi Wolfstein (1888–1987), SAPD
- Hilde Wundsam (verh. Hilde Zimmermann, 1920–2002), KPÖ
- Othmar Wundsam (1922–2014), KPÖ
- Josef Wyhnal (1913–1945), Maier-Messner-Caldonazzi
- Artur Wypochowicz (1893–1972), KPD

## Y
- Irene Yorck von Wartenburg (1913–1950), deutsche Widerstandskämpferin, Kreisauer Kreis
- Marion Yorck von Wartenburg (1904–2007), deutsche Widerstandskämpferin, Kreisauer Kreis

## Z
- Eduard Zachert (1881–1943), SPD
- Gerhard Zadek (1919–2005), Hashomer Hatzair, Herbert-Baum-Gruppe
- Friedrich „Fritz“ Zängerle (1911–1996), KPD, Leiter einer von den Nationalsozialisten unentdeckten Widerstandsgruppe im Opelwerk Rüsselsheim.
- Max Zaspel (1914–nach 1961), Partisan
- Elżbieta Zawacka (1909–2009), Widerstandskämpferin in der Polnischen Heimatarmee
- Emmy Zehden (1900–1944), deutsche Widerstandskämpferin
- Dora Zeitz (1913–1980), KPD, Résistance
- Paul Zeltinger (1921–1989), ELAS
- Bernhard Zessin (1900–1983), KPD
- Rudolf Ziegenhagen (1895–1949), Rätekommunist
- Johannes Zieger (1910–1981), KPD
- Gerhart Ziller (1912–1957), KPD
- Max Zimmermann (1888–1945), SPD
- Karl Zimmet (1895–1969), Antinazistische Deutsche Volksfront
- Karl Zink (1910–1940), KPD
- Hans Zoschke (Johannes Zoschke; 1910–1944), KPD
- Klaus Zweiling (1900–1968), SAPD
- Walter Zwirner (1899–1952), KPD, Résistance in Frankreich